# دافني ليف
دافني ليف (بالعبرية: דפני ליף‏) ولدت في (7 يناير 1986) وهي ناشطة اجتماعية إسرائيلية ، في يوليو 2011 كانت واحدة من منظمي معسكر الخيام في وسط تل أبيب مما أثار احتجاجات الإسكان عام 2011 في إسرائيل.

## روابط خارجية
- دافني ليف على موقع IMDb (الإنجليزية)